# Vektor CP1
La Vektor СР1 fue una pistola semiautomática fabricada en Sudáfrica por la Land Systems Division "Vektor" de Denel, desde 1996 al 2001.

## Descripción
La CP1 fue pensada como arma para portación oculta para fuerzas de la ley y civiles. Tiene un diseño con armazón de polímero y un seguro situado en la parte delantera del guardamonte. En varios análisis fue catalogada como un arma de diseño radical, que se ve como una pistola salida de una película de ciencia ficción. En estos estudios resaltan la ausencia de bordes filosos, y con un empuñe como ninguna otra arma de combate ha tenido, y debido a su diseño es un arma sorprendentemente confortable de disparar, lo que la hace sentirse muy ergonómica. El arma originalmente se vendió en Estados Unidos con un precio al por menor de aproximadamente $400. También se vendió en Italia, donde fue calibrada para el cartucho 9 x 21 IMI.

## Características
La CP1 usa un sistema de retroceso de masas con retardado por gases, con el cilindro de gases ubicado debajo del cañón. El gatillo es de acción única y la percusión se realiza con una aguja percutora en la corredera (con un seguro accionado por el martillo) y un martillo giratorio en el interior del armazón. Un seguro manual se encuentra al frente del guardamonte. Para asegurarla, es necesario empujar el botón desde adelante hacia atrás; para ponerlo en posición de "Fuego", debe empujarse desde el interior del guardamonte hacia adelante. La pistola también posee un seguro automático en el gatillo. Los cargadores son de doble columna, y los de 10 y 12 cartuchos quedan al ras de la empuñadura, mientras que el de 13 cartuchos posee una extensión para apoyar el dedo meñique.
Vektor desarrolló una versión de la CP1 en calibre .40 S&W, conocida como CP1N. Se desconoce si la CP1N se encuentra en producción.

## Retiro del mercado
En octubre de 2000 se emitió una aviso de retiro de producto para la Vektor CP1, debido a que un pequeño porcentaje de las armas de este modelo tenía problemas con el mecanismo de seguro interno y podía ocurrir un disparo accidental cuando se caía o golpeaba el arma. La información que acompañaba a la noticia del retiro del producto indicaba que el arma no debía ser cargada bajo ninguna circunstancia; aunque algunos expertos y entusiastas de las armas consideraron esto innecesario para ese defecto, Denel probablemente tomó esta medida para prevenir cualquier accidente que pueda dar lugar a una demanda, dado que el principal mercado de exportación de la pistola Vektor CP1 fueron los Estados Unidos. Este retiro del mercado puso fin a las prometedoras ventas en los Estados Unidos y terminó con la vida de esta pistola en ese mercado, aunque muchas de las pistolas en Sudáfrica fueron reparadas y devueltas a sus propietarios; la incapacidad de reparar y devolver las pistolas en los mercados extranjeros fue probablemente la razón por la que Vektor decidió pagar $500 a quien devolviera la pistola, y puso fin a la producción de la CP1 en el año 2001.
Se estima que aproximadamente unas 2000 pistolas fueron vendidas en Estados Unidos antes del pedido de retirar el producto. La mayoría de ellas fueron devueltas, y la pistola es ahora muy escasa en Estados Unidos. Existe un número muy limitado en Sudáfrica y otros países.